# كرسي (طاولة)

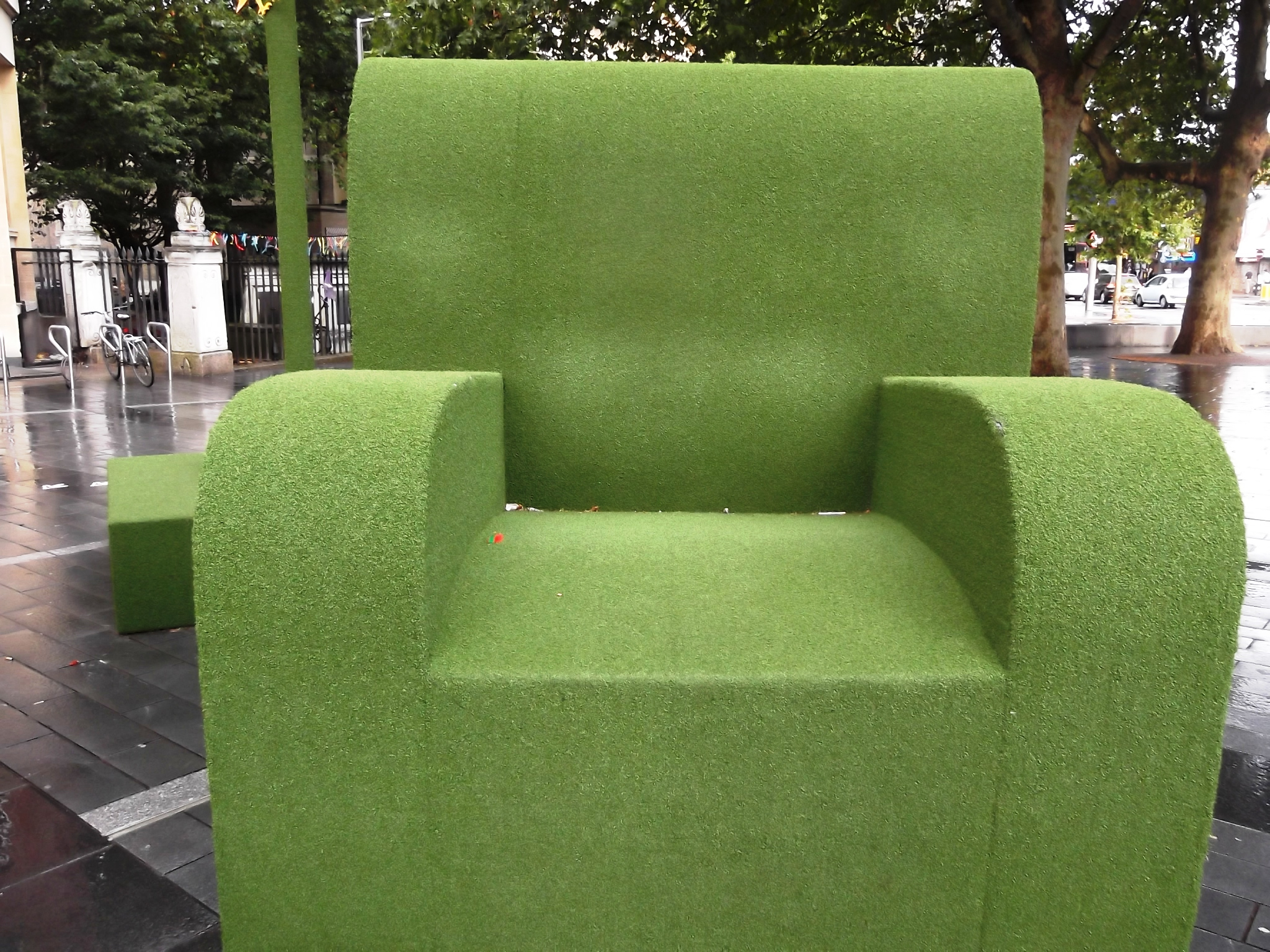
أريكة

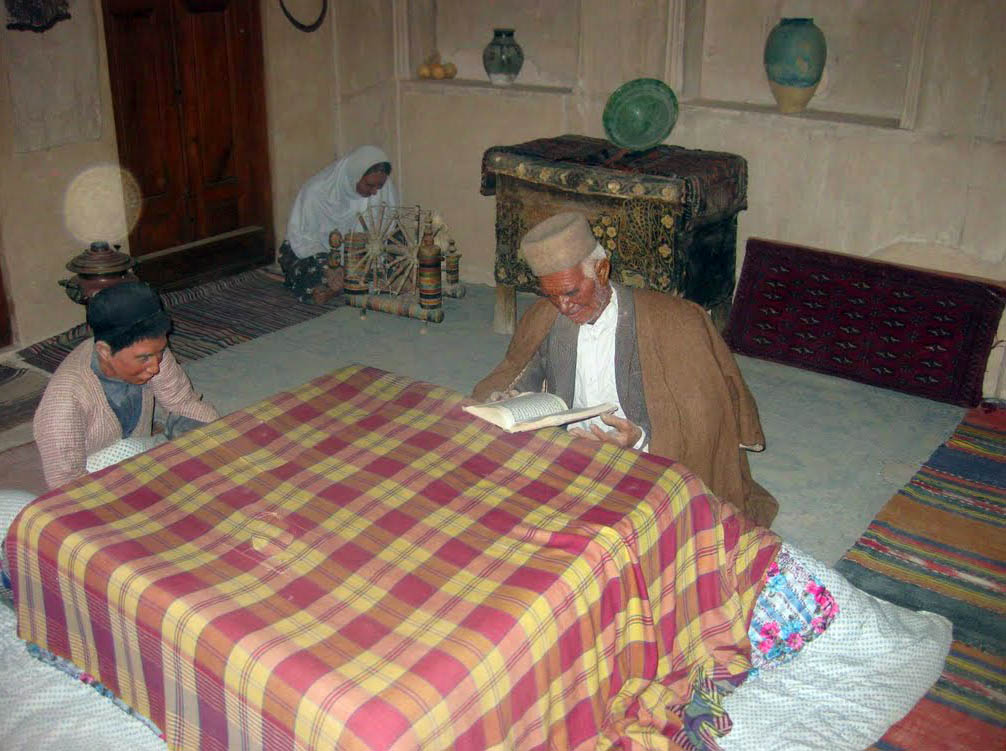
كرسي في متحف نائين لعلوم الإنسان.

الكرسي (فارسیة)هو نوع من أنواع الطاولات القصيرة، يُوجد تحته مدفأة، ومُغطّىً بملاءات. الكرسي قطعة من الأثاث في الثقافة الإيرانية، حيث تجتمع العائلة أو غيرها من الجماعات على الأرض حول الكرسي خلال الوجبات أو المناسبات الخاصة كالنوروز أو ليلة رأس السنة الميلادية الزرادشتية الفارسية. كان استعمال الكرسي شائعاً للغاية لغالب التجمعات العائلية خلال احتفال شب يلدا السنوي.
الكراسي عامةً تُدّفّأ بعناصر تدفئة كهربائية، أو تقليدياً بمدفئة تحت الطاولة تحوي فحماً حارّاً، تُغطّى الطاولة بطبقة قماشية متينة وتُدلّى من جميع أطرافها حتى تبقيها دافئة.
سجاد خاص يُدعى بالروكرسي (بالفارسية: روكرسى) عادةً ما يُوضع فوق أي ملاءة لحمايتها من بقع الطعام.